# SDC San Antonio
A Portland San Antonio egy spanyol férfi kézilabdacsapat volt Pamplonában. Az első olyan kézilabdacsapat, amely hamarabb nyerte meg a Bajnokok ligáját, mint hazája bajnokságát.
A csapat a 2012–2013-as szezon előtt visszalépett a bajnokságtól, mivel nem találtak megfelelő szponzort az induláshoz. 2013 áprilisára a klub végképp fizetésképtelenné vált, így felszámolták.

## Sikerei
- Spanyol bajnok: 2-szeres győztes
  - 2001/02, 2004/05
- Spanyol kupa: 2-szeres győztes
  - 1998/99, 2000/01
- Spanyol szuperkupa: 3-szoros győztes
  - 2001/02, 2002/03, 2004/05
- Bajnokok Ligája: 1-szeres győztes
  - 2000/01
- Kupagyőztesek Európa Kupája: 2-szeres győztes
  - 1999/00, 2003/04
- Európai szuperkupa: 1-szeres győztes
  - 2000/01

## Korábbi híres játékosok
| - Mateo Garralda - Iñaki Malumbres - Jackson Richardson - Ivano Balić - Vladimir Hernandez - Javier Ortigosa - Davor Dominiković - Valter Matošević - Nedeljko Jovanović | - Ratko Nikolić - Ivan Nikčević - Vasko Ševaljević - Tomas Svensson - Danijel Šarić - Albert Rocas - Carlos Ruesga - Javier Ortigosa | - Ricardo Andorinho - Radivoje Ristanović - Cristian Malmagro - Lars T. Jørgensen - Kasper Hvidt - Claus Møller Jakobsen - Kristian Kjelling - Niko Mindegía |